# Adrien Théaux
Adrien Théaux nació el 18 de septiembre de 1984 en Tarbes (Francia), es un esquiador que ha ganado 1 Medalla en el Campeonato del Mundo (1 de bronce) y tiene 3 victorias en la Copa del Mundo de Esquí Alpino (con un total de 13 podios).

## Resultados

### Juegos Olímpicos de Invierno
- 2010 en Vancouver, Canadá
  - Combinada: 12.º
  - Super Gigante: 13.º
  - Descenso: 16.º
- 2014 en Sochi, Rusia
  - Super Gigante: 11.º
  - Combinada: 17.º
  - Descenso: 18.º

### Campeonatos Mundiales
- 2007 en Åre, Suecia
  - Combinada: 23.º
  - Super Gigante: 26.º
- 2009 en Val d'Isère, Francia
  - Descenso: 5.º
  - Super Gigante: 21.º
- 2011 en Garmisch-Partenkirchen, Alemania
  - Super Gigante: 10.º
- 2013 en Schladming, Austria
  - Super Gigante: 9.º
  - Descenso: 10.º
- 2015 en Vail/Beaver Creek, Estados Unidos
  - Super Gigante: 3.º
  - Descenso: 8.º

### Copa del Mundo

#### Clasificaciones en Copa del Mundo
| Temporada | Edad | Pos. General | Eslalon | Esl. Gigante | Super Gig. | Descenso | Combinada |
| --------- | ---- | ------------ | ------- | ------------ | ---------- | -------- | --------- |
| 2006      | 21   | 115          | —       | —            | —          | —        | 31        |
| 2007      | 22   | 98           | —       | —            | 42         | —        | 27        |
| 2008      | 23   | 61           | —       | —            | 43         | 27       | 26        |
| 2009      | 24   | 44           | —       | —            | 33         | 18       | 27        |
| 2010      | 25   | 28           | —       | 41           | 16         | 27       | 19        |
| 2011      | 26   | 12           | —       | 51           | 10         | 6        | 15        |
| 2012      | 27   | 14           | —       | —            | 9          | 11       | 8         |
| 2013      | 28   | 15           | —       | —            | 5          | 7        | 18        |
| 2014      | 29   | 16           | —       | —            | 16         | 10       | 13        |
| 2015      | 30   | 22           | —       | —            | 7          | 18       | 22        |
| 2016      | 31   |              |         |              | 7          | 7        | 6         |

#### Victorias en la Copa del Mundo (3)
- 3 victorias – (3 de Descenso)
- 13 podios – (6 de Descenso, 6 de Super Gigante y 1 de Combinada)

| Temporada | Fecha                   | Lugar          | Disciplina |
| --------- | ----------------------- | -------------- | ---------- |
| 2011      | 16 de marzo de 2011     | Lenzerheide    | Descenso   |
| 2013      | 2 de marzo de 2013      | Kvitfjell      | Descenso   |
| 2016      | 29 de diciembre de 2015 | Santa Caterina | Descenso   |